# Новосарајевски четнички одред
Новосарајевски четнички одред је био јединица Војске Републике Српске у саставу 4. батаљона Сарајевско-романијског корпуса под командом мајора Благоја Ковачевића. Зона дјеловања одреда је била широка, укључујући насеља уз лијеву обалу Миљацке, то јест насеља општине Српско Ново Сарајево, Грбавица гдје је одред и био смјештен, затим Враца, Ковачићи и Јеврејско гробље. Одред је ратовао и на ратиштима широм Српске Републике, укључујући, Горажде, Трескавицу, Игман, Нишиће.

## Историја
Новосарајевски четнички одред је основан на Сретење Господње 1992. године, а основао га је Славко Алексић, који је постао и командант истог. Одред је бројао око 80-100 бораца који су покривали положај од ријеке Миљацке према Јеврејском гробљу, па до Дебелог брда, тј. врло важне коте 745, која је била кључ српске Грбавице и Пала.
У саставу овог одреда су, поред Срба, били и руски добровољци, који су иначе имали свој Трећи руски добровољачки одред под царском заставом Романових, а под командом мајора Александра Шкрабова. Иначе, осим Руса, било је добровољаца из Грчке, Бугарске, Румуније, тако да је то, могло би се рећи, био "Свеправославни четнички одред". Чак је из јапанског града Коба стигао новинар да пише о "српским самурајима" (јер су му на ТВ-у тако изгледали), а онда је почео да учи српски језик и на крају је желио да и он буде "српски четник", што је на своје упорно инсистирање на крају и постао.
У ослобођено Трново, јула 1993. године, управо је први умарширао Војвода Славко Алексић на челу Новосарајевског четничког одреда.

## Оружје
Аутоматске пушке:
- Застава М70
- Застава М90
- Застава М92

Пушкомитраљези:
- Застава M72
- Застава М84

Митраљези:
- Застава M84